# Корниця (Польща)
Корниця (пол. Kornica) — село в Польщі, у гміні Конське Конецького повіту Свентокшиського воєводства.
Населення — 414 осіб (2011).
У 1975-1998 роках село належало до Келецького воєводства.

## Демографія
Демографічна структура на день 31 березня 2011 року:
|          | Загалом | Допрацездатний вік | Працездатний вік | Постпрацездатний вік |
| -------- | ------- | ------------------ | ---------------- | -------------------- |
| Чоловіки | 193     | 44                 | 130              | 19                   |
| Жінки    | 221     | 34                 | 119              | 68                   |
| Разом    | 414     | 78                 | 249              | 87                   |